# Blandine von Bülow
Blandine von Bülow (1863-1941) fue una de las hijas del eminente director de orquesta Hans von Bülow y Cosima Liszt. Nieta de Franz Liszt, en 1868 su madre dejó a su padre por el compositor Richard Wagner.
Se casó con el Conde Gravina y su hija María Cosima Condesa Gravina (1886-1929) casó con el escritor Egas von Wenden (1880-1939). Su hija Blandine von Wenden (1926-1943) fue adoptada en 1935 por Ludwig von Hofmann y Kekulé von Stradonitz, cuya madre perteneció al círculo de amistades más íntimas de Cósima Wagner.